# Dienia cylindrostachya
Dienia cylindrostachya är en orkidéart som beskrevs av John Lindley. Dienia cylindrostachya ingår i släktet Dienia och familjen orkidéer. Inga underarter finns listade i Catalogue of Life.